# William Wright (orientalista)

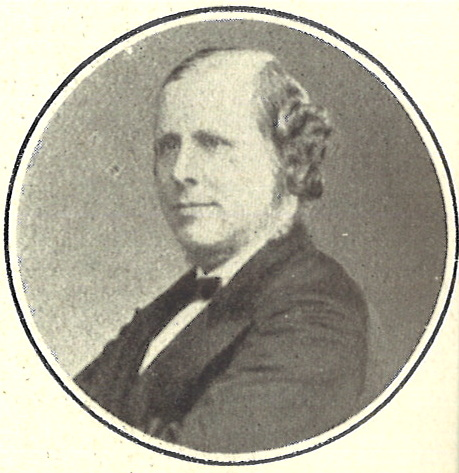
William Wright

William Wright (17 de janeiro de 1830 - 22 de maio de 1889) foi um orientalista britânico, e professor de árabe da Universidade de Cambridge. Muitos dos seus trabalhos sobre literatura síriaca ainda estão impressão e de considerável valor acadêmico, especialmente os catálogos da Biblioteca Britânica e Biblioteca da Universidade de Chicago. "A Gramática da Língua Arábica", frequentemente simplesmente conhecido como "Gramática de Wright", continua a ser um livro popular entre os estudantes de árabe. Wright é também lembrando pelo "Breve História da Literatura Siríaca". Uma biografia de seu trabalho foi publicado por R. L. Benaly no Jornal da Sociedade Real Asiática em 1889, assim como no Dicionário de Biografia Nacional.

## Biografia
Wright foi educado na Universidade de St Andrews, Halle e Leiden. Ele foi professor de árabe na University College London entre 1855-1866 e no Trinity College entre 1856-1861. Entre 1861-1869 ele foi um assistente do Departamento de Manuscritos do Museu Britânico e, entre 1869-1870 como vigia do museu. Em 1870 ele foi nomeado Sir Thomas Adams's Professor of Arabic da Universidade de Cambridge, tendo ocupado a cadeira de professor nesta universidade até sua morte, em 1889.
Suas primeiras publicações de material siríaco apareceram no Jornal da Literatura Sagrada na década de 1860. Estes incluíram a publicação do texto  "Um Antigo Martirológio Sírio" na edição de outubro de 1865. Ele também participou dos debates acerca da veracidade do Códex Sinaítico encontrado por Constantin von Tischendorf. Ele, então, passou a publicar textos e traduções de várias obras. 
Sua principal conquista foi como um catalogador de coleções de manuscritos. As ricas seções siríacas do Museu Britânico (agora na Biblioteca Britânica) foram obtidas principalmente na década de 1840 do mosteiro de Deir al'Syriani em Uádi Natrum no Egito e continha um grande número de textos previamente desconhecidos. O catálogo de Wright inclui trechos de textos inéditos, e é ainda uma valiosa referência até hoje. Ele também compilou um catálogo igualmente valioso da Biblioteca da Universidade de Cambridge. Os manuscritos nesta coleção vieram principalmente de missionários anglicanos de Úrmia.
Seu "Breve História da Literatura Siríaca" foi escrito originalmente como um artigo de enciclopédia, e portanto não tem subdivisões apropriadas. Ele foi republicado após sua morte, em forma de livro, e manteve-se como um manual básico para o aluno de siríaco. O material vem de várias fontes, principalmente do Chronicum Ecclesiasticum de Bar Hebreu.